# Autoroute A8 (Grèce)
Pour les articles homonymes, voir A8 et Autoroute A8.
L'autoroute A8 (grec moderne : Αυτοκινητόδρομος 8) ou route d'Olympie (Ολυμπία Οδός, Olympía Odós) est une autoroute en Grèce. 

## Description
Il s'agit de la route centrale est-ouest du sud de la Grèce continentale.
Elle s'étend d'Éleusis dans la partie occidentale de la zone métropolitaine d'Athènes jusqu'à Río dans la péninsule du Péloponnèse.
L'autoroute A8 fait partie de la route européenne 65 et de la route européenne 94. 
La longueur de la route A8 est d'environ 215 kilomètres.

## Tracé
| Km     | Agglomérations    | Carte interactive |
| ------ | ----------------- | ----------------- |
| 0 km   | Elefsína          |                   |
| 16 km  | Néa Péramos       |                   |
| 21 km  | Mégare            |                   |
|        | Kakiá Skála       |                   |
| 46 km  | Ágii Theódori     |                   |
|        | Isthmía           |                   |
| 63 km  | Corinthe          |                   |
|        | Archaía Kórinthos |                   |
| 87 km  | Kiáto             |                   |
| 101 km | Xylókastro        |                   |
| 154 km | Aigion            |                   |
|        | Ágios Vasílios    |                   |
| 187 km | Río               |                   |
|        | (Patras)          |                   |

## Galerie

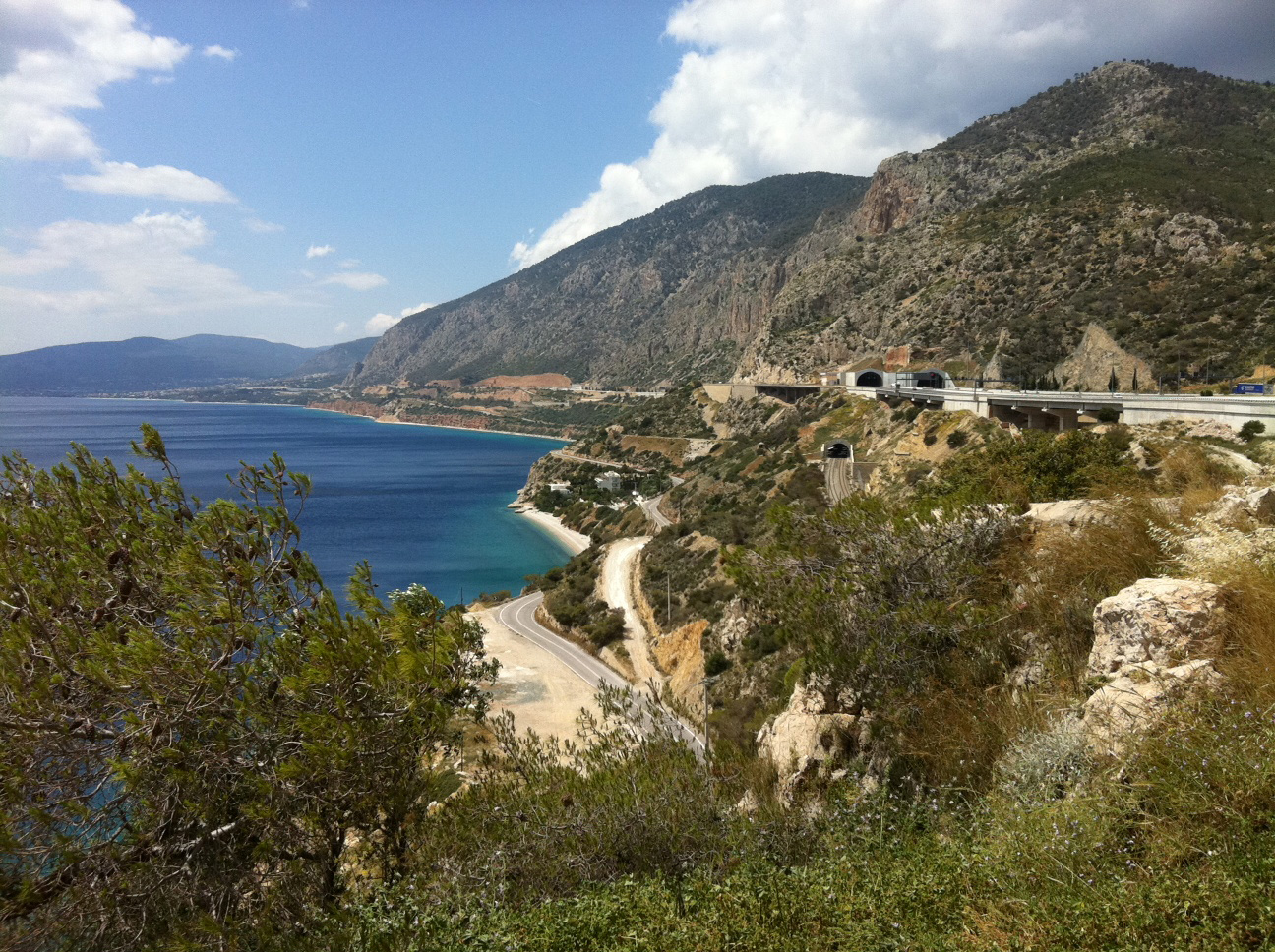
La A8 entre Athènes et Corinthe.
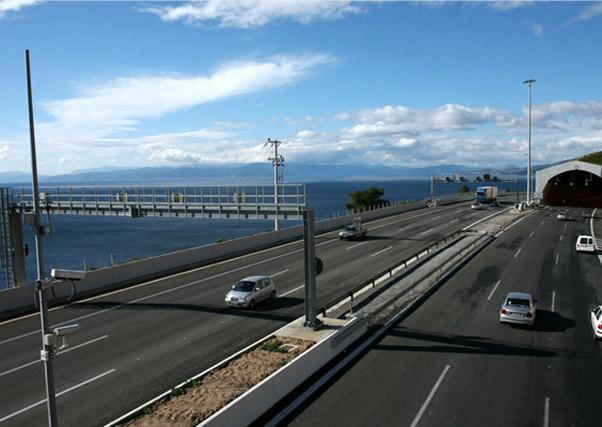
Tunnel des monts Géraniens.
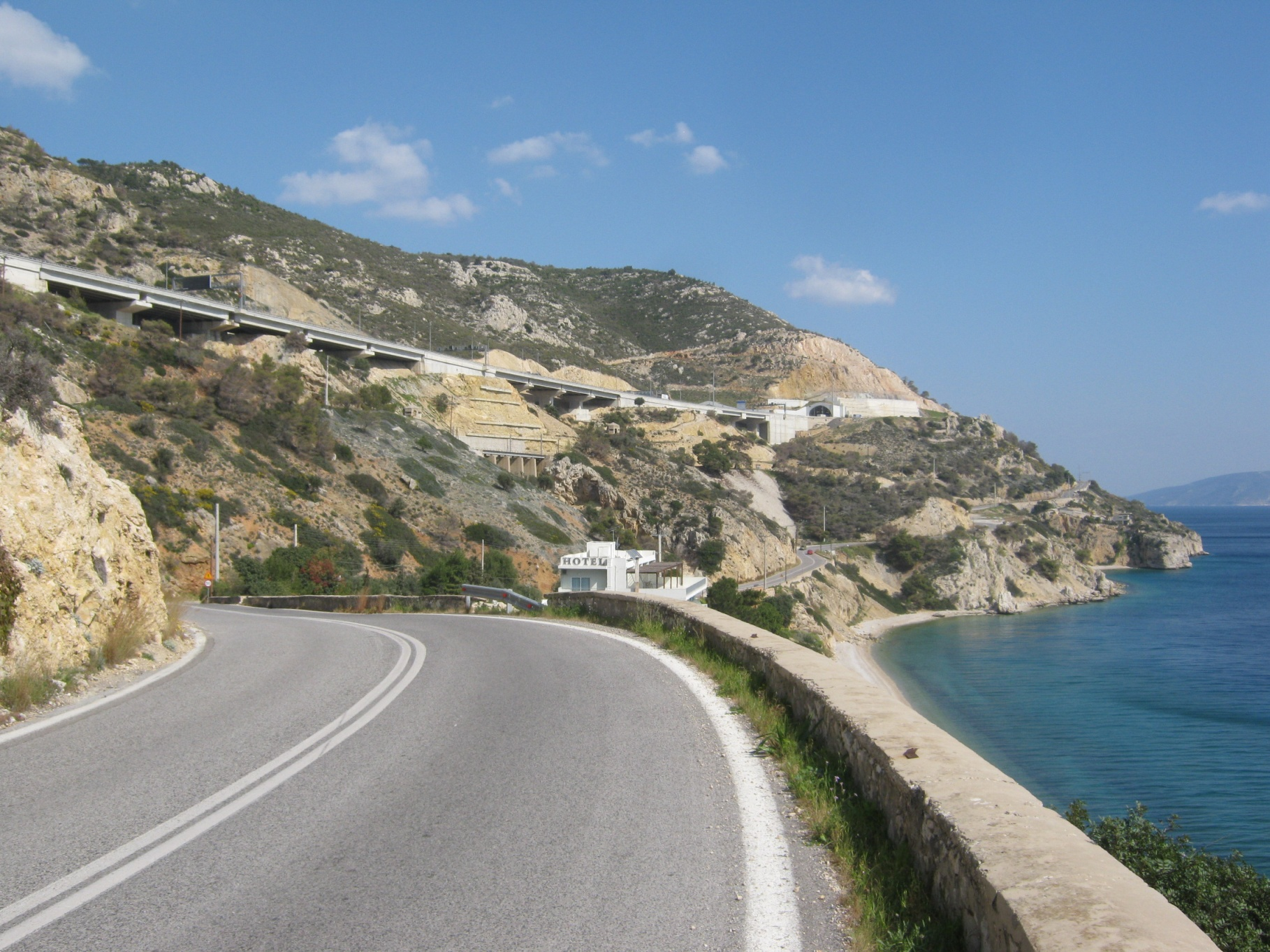
Sur la côte occidentale de l'Attique.